# 肖茨維爾 (紐約州)
肖茨維爾（英語：Shortsville）是位於美國紐約州安大略縣的村。

## 人口
根據2020年美國人口普查的數據，肖茨維爾的面積為1.63平方千米，皆為陸地。當地共有人口1400人，而人口密度為每平方千米859人。